# Ліра Італійської Східної Африки
Ліра Італійської Східної Африки (італ. Lira dell'Africa Orientale Italiana) — грошова одиниця Італійської Східної Африки в 1938-1941.

## Історія
Ліру Італійської Східної Африки, рівну італійській лірі, введено законом № 260 від 11 січня 1937. Випуск банкнот розпочато у 1938, вони перебували в обігу паралельно з італійською лірою та лірою Сомалі.
В Ефіопії ці банкноти замінили в обігу банкноти Банку Ефіопії. Спочатку було встановлено курс 1 ефіопський талер = 3 лірам, потім курс знизився до 13,5 лір за 1 талер. Після окупації в 1940 Британського Сомалі та включення його до складу Італійської Східної Африки там також випущена в обіг ліра.
У 1940, зі вступом британських військ на територію Ефіопії, розпочато випуск в обіг східноафриканського шилінгу та відновлено обіг ефіопського талеру.
У 1941, із заняттям британськими військами усієї території Італійської Східної Африки, східноафриканський шилінг мав обіг на всій її території паралельно з лірою. 21 березня 1941 встановлено курс: 1 східноафриканський шилінг = 24 ліри, 1 єгипетський фунт = 492 ліри, 1 індійська рупія = 36 лір, 1 талер Марії Терезії = 45 лір. У тому ж році банкноти в лірах Італійської Східної Африки вилучено з обігу.

## Банкноти
Випускалися банкноти Банку Італії у 50, 100, 500 та 1000 лір. На банкнотах робилися надруки: "Serie speciale Africa Orientale Italiana" та "E vietata la circolazione fuori dei territori dell'Africa Orientale Italiana".
Грошові знаки в чентезімо не випускалися. На поштових марках у чентезімо та лірах для Італійської Східної Африки номінал позначався європеїзованими арабськими, арабськими й ефіопськими цифрами.